# Kundzsa állomás
Kundzsa (Gunja) (Nung-tong (Neung-dong)) állomás metróállomás a szöuli metró 5-ös és 7-es vonalán, Kvangdzsin-ku (Gwangjin-gu) kerületben.

## Viszonylatok
| 5-ös vonal                                            | 5-ös vonal | 5-ös vonal                                                                 |
| ----------------------------------------------------- | ---------- | -------------------------------------------------------------------------- |
| Csanghanphjong (Janghanpyeong) Panghva (Banghwa) felé | fő vonal   | Acshaszan (Achasan) Szangil-tong (Sangil-dong) vagy Macshon (Macheon) felé |
| 7-es vonal                                            |            |                                                                            |
| Csunggok (Junggok) Csangam (Jangam) felé              | 7-es vonal | Gyerekek nagy parkja Puphjong-ku cshong (Bupyeong-gu cheong ) felé         |